# Ariane Chebel d'Appollonia
Pour les articles homonymes, voir Chebel.
Ariane Chebel, dite Ariane Chebel d'Appollonia est une auteur, professeur et politologue française spécialisée sur l'extrême-droite française, le racisme ordinaire et l'intégration des minorités.

## Biographie
Ariane Chebel d'Appollonia est diplômée de l'Institut d'études politiques de Paris (IEP) (1984), d'études approfondies en histoire contemporaine (1986) et docteur en science politique (1993).
Maître de conférences à l'IEP de Paris, elle a travaillé sur le nationalisme, le totalitarisme et l'extrême droite en France. 
Elle a collaboré à la première partie d'un documentaire sur l'extrême droite en France, produit par Sept et réalisé par William Karel. Porté à l’écran en 2002 sous forme d’un documentaire, ce film faisait également intervenir plusieurs spécialistes du sujet tels Denis Barbier, Jean-Claude Dauphin, Pascal Perrineau, Pierre Milza ou Jean-Yves Camus.

## Publications
- L'Extrême droite en France : de Maurras à Le Pen, Bruxelles, Complexe et PUF, coll. « Questions au XXe siècle », 1987 ; rééd. 1996  (ISBN 2-87027-573-0) (extraits à lire en ligne).
- Histoire politique des intellectuels en France (1944-1954), 2 vol., Bruxelles, Complexe et PUF, 1990.
1, Des lendemains qui déchantent  (ISBN 2-87027-369-X).
2, Le Temps de l'engagement  (ISBN 2-87027-370-3).
- Avec Renaud Alberny (ill. Dominique Boll), L'Europe dans tous ses États, Paris, Gallimard Jeunesse, « Les Documents : société », 1997.
- Les Racismes ordinaires, Paris, Presses de Sciences Po, « La Bibliothèque du citoyen », 1998.  (ISBN 2-7246-0748-1)